# Türkvizyon 2013

Teilnehmer, die 2013 am Finale der Türkvizyon teilgenommen haben
Teilnehmer, die 2013 im Semifinale der Türkvizyon ausgeschieden sind

Türkvizyon 2013 (türk. Türk Dünyası Türkvizyon Şarkı Yarışması 2013) war der erste Türkvizyon Song Contest. Die Show wurde vom 19. bis zum 23. Dezember 2013 in der anatolischen Stadt Eskişehir in der Türkei veranstaltet. Für die erste Edition hatten sich 24 Länder und Regionen mit großer türkischsprachiger Minderheit oder weit verbreiteten Turksprachen angemeldet.
Von den 24 Ländern erreichten insgesamt 12 das Finale am Samstag, der Rest war bereits im Semifinale am Donnerstag ausgeschieden. Laut einer Meldung vom 15. Oktober 2013 wird der nächste Türkvizyon Song Contest im Jahr 2014 unabhängig vom Sieger in der tatarischen Hauptstadt Kasan veranstaltet, 2015 soll der Wettbewerb in der aserbaidschanischen Stadt Gəncə stattfinden. Kurz vor der Veranstaltung haben Turkmenistan, Tschuwaschien und Xinjiang ihre Teilnahme abgesagt.
TMB TV war der gastgebende Sender des Wettbewerbs. Übertragen wurde er auf den Spartensendern TRT Avaz, TRT Music and TRT Anadolu.
Ursprünglich wollten auch Turkmenistan, Tschuwaschien, Russland und Xinjiang teilnehmen, waren jedoch auf der am 17. Dezember veröffentlichten Teilnehmerliste nicht mehr zu finden. Saylık Ommun, die Teilnehmerin aus Tuwa, war ursprünglich als russische Kandidatin bekanntgegeben worden, weshalb davon auszugehen ist, dass anstatt ganz Russland nur diese Teilrepublik antrat. Insgesamt nahmen jedoch neun Teilgebiete Russlands an diesem Wettbewerb teil, von denen nur Altai und Tatarstan das Finale erreichen konnten.

## Abstimmung im Semifinale und Finale
Abgestimmt wurde per Jurys. Jede Nation entsendete einen Juror der jeden Beitrag (außer dem eigenen) mit 1 bis 10 Punkten bewertete.
Diese Methode wurde sowohl im Semifinale als auch im Finale angewandt.

## Teilnehmende Länder und Regionen

### Halbfinale
Grün markierte Länder haben sich für das Finale qualifizieren können, die anderen zwölf schieden aus. Die Reihenfolge der Auftritte im Halbfinale erfolgte nach dem Alphabet, bezogen auf die türkischen Namen der Länder und Regionen (z. B. Usbekistan = Özbekistan auf Türkisch).
| Startnr. | Land                                           | Sprache                | Interpret                        | Lied Musik (M) und Text (T)                                                   | Ungefähre Bedeutung im Deutschen |
| -------- | ---------------------------------------------- | ---------------------- | -------------------------------- | ----------------------------------------------------------------------------- | -------------------------------- |
| 1        | Altai                                          | Altaisch               | Artur Marlujokow                 | Altajım menin (Алтайым менин) M: Alexandr Trifonow; T: Sergei Tadikin         | Mein Altai                       |
| 2        | Aserbaidschan                                  | Aserbaidschanisch      | Farid Hasanow                    | Yaşa M/T: Gövher Hazanzade                                                    | Leben                            |
| 3        | Baschkortostan                                 | Baschkirisch           | Diana İşnijazowa                 | Quraj moño (Ҡурай моңо) M: Gulnare Raşitowa; T: Yurij Şitow                   | Das Quray-Lied                   |
| 4        | Belarus                                        | Türkisch               | Güneş                            | Son hatıralar M/T: Güneş                                                      | Die letzten Erinnerungen         |
| 5        | Bosnien und Herzegowina                        | Bosnisch               | Emir & Frozen Camels feat. Mirza | Ters Bosanka M/T: Emir Bukowica                                               | Launische Bosnierin              |
| 6        | Gagausien                                      | Gagausisch, Ukrainisch | Ludmila Turkan                   | Vernis lubow (Вернись любов) M: İvan Kurdoğlu; T: Fjodor Marinoğlu            | Komm, mein Schatz                |
| 7        | Georgien                                       | Aserbaidschanisch      | Ejnar Balakişijew                | Qelbini saf tut M: Soso Suxiaşvili; T: Hilal Ağakişijew                       | Halte dein Herz rein             |
| 8        | Chakassien                                     | Chakassisch            | Vladimir Dorju                   | Tus çirinde M: German Tanbajew; T: Valentin Şulbaewo                          | Traum                            |
| 9        | Irak                                           | Südaserbaidschanisch   | Ahmed Duzlu                      | Kerkük'ten jola Çıkak M: Muzaffer Arslan; T: Abdulrahaman Kızılar             | Von Kirkuk aus                   |
| 10       | Karatschai-Tscherkessien & Kabardino-Balkarien | Karatschai-Balkarisch  | Eldar Zhanikajew                 | Adamdı bizni atıbız (Адамды бизни атыбыз) M: Gulnare Raşitowa; T: Yurij Şitow | Sein Name ist Adam               |
| 11       | Kasachstan                                     | Kasachisch             | Rin’Go                           | Birlikpen alğa (Бірлікпен алға) M: Batır Bajnazarow; T: Serjan Bakıtjan       | Zusammen nach vorne              |
| 12       | Kemerowo                                       | Schorisch              | Çıldız Tannakeşewa               | Şorija'nın Unu M: Iqor Zaikin; T:Tajana Tudeqeşewa                            | Der Klang von Bergschorien       |
| 13       | Kirgisistan                                    | Kirgisisch             | Çoro                             | Kajgirba (Кайгырба) M: Kudret Tajçabarow; T: Kudret Tajçabarow                | Mach dir keine Sorgen            |
| 14       | Krim                                           | Krimtatarisch          | Elvira Sarihalil                 | Dağların ellar M/T: anonym                                                    | Bergpfade                        |
| 15       | Kosovo                                         | Türkisch               | Ergin Karahasan                  | Şu prizrenin egri bügri jolları M/T: Agim Fişar                               | Bewertung der Wege nach Prizren  |
| 16       | Nordzypern                                     | Türkisch               | Grup Gommalar                    | Havalanıyor M/T: Aytunç & Simge Akdoğu                                        | Aufsteigend                      |
| 17       | Nordmazedonien                                 | Türkisch               | İlkay Yusuf                      | Düşlerde jaşamak M/T: Ikay Yusuf                                              | In Träumen leben                 |
| 18       | Usbekistan                                     | Usbekisch              | Nilufar Usmonowa                 | Ünutgin M/T: Nataliya Yakovleva Dalaana                                       | Vergiss mich                     |
| 19       | Rumänien                                       | Krimtatarisch          | Cengiz Erhan Kutluakaj           | Aj ak shatır M/T: anonym                                                      | Weiße Linie                      |
| 20       | Jakutien                                       | Jakutisch              | Olga Spiridonowa                 | Kötütüöm (Көтүтүөм) M/T: Nataliya Yakowlewa Dalaana                           | Fliegend                         |
| 21       | Tatarstan                                      | Tatarisch              | Alina Sharipzhanowa              | Üpkälämim (Үпкәләмим) M: Vazikh Fattikhow; T: Abdırazak Minwalijew            | Ich bin nicht nachtragend        |
| 22       | Tuwa                                           | Tuwinisch              | Sailyk Ommun                     | Çavıdak (Чавыдак) M: anonym; T: Salim Sarık-ool                               | Ohne Sattel                      |
| 23       | Türkei (Gastgeber)                             | Türkisch               | Manevra                          | Sen, ben, biz M: İlkay Sipahi, Fatih Konka; T: İ. Sipahi, F. Konka, C. Erdem  | Du, ich, wir                     |
| 24       | Ukraine                                        | Krimtatarisch          | Fazile Ibraimowa                 | Elmalım M/T: anonym                                                           | Mein Apfel                       |

### Finale
Folgende Länder traten am 19. Dezember 2013 im Finale an:
| Platz | Startnr. | Land                    | Sprache           | Interpret                        | Lied Musik (M) und Text (T)                                                  | Ungefähre Bedeutung im Deutschen | Punkte |
| ----- | -------- | ----------------------- | ----------------- | -------------------------------- | ---------------------------------------------------------------------------- | -------------------------------- | ------ |
| 1.    | 9        | Aserbaidschan           | Aserbaidschanisch | Farid Hasanow                    | Yaşa M/T: Gövher Hazanzade                                                   | Leben                            | 210    |
| 2.    | 2        | Belarus                 | Türkisch          | Güneş                            | Son hatıralar M/T: Güneş                                                     | Die letzten Erinnerungen         | 205    |
| 3.    | 7        | Ukraine                 | Krimtatarisch     | Fazile Ibraimowa                 | Elmalım M/T: anonym                                                          | Mein Apfel                       | 200    |
| 4.    | 6        | Tatarstan               | Tatarisch         | Alina Sharipzhanowa              | Üpkälämim (Үпкәләмим) M: Vazikh Fattikhov; T: Abdırazak Minvaliyev           | Ich bin nicht beleidigt          | 192    |
| 5.    | 8        | Altai                   | Altaisch          | Artur Marlujokow                 | Altajım menin (Алтайым менин) M: Alexandr Trifonow; T: Sergei Tadikin        | Mein Altai                       | 189    |
| 6.    | 1        | Türkei (Gastgeber)      | Türkisch          | Manevra                          | Sen, ben, biz M: İlkay Sipahi, Fatih Konka; T: İ. Sipahi, F. Konka, C. Erdem | Du, ich, wir                     | 187    |
| 6.    | 5        | Bosnien und Herzegowina | Bosnisch          | Emir & Frozen Camels feat. Mirza | Ters Bosanka M/T: Emir Bukowica                                              | Launische Bosnierin              | 187    |
| 8.    | 11       | Kirgisistan             | Kirgisisch        | Çoro                             | Kaygirba (Кайгырба) M: Kudret Tayçabarow; T: Kudret Tayçabarow               | Mach dir keine Sorgen            | 183    |
| 9.    | 4        | Kasachstan              | Kasachisch        | Rin’Go                           | Birlikpen alğa (Бірлікпен алға) M: Batır Bajnazarow; T: Serjan Bakıtjan      | Zusammen nach vorne              | 178    |
| 10.   | 10       | Nordzypern              | Türkisch          | Grup Gommalar                    | Havalanıyor M/T: Aytunç & Simge Akdoğu                                       | Es steigt empor                  | 175    |
| 11.   | 12       | Usbekistan              | Usbekisch         | Nilufar Usmonova                 | Ünutgin M/T: Nataliya Yakovleva Dalaana                                      | Vergiss mich                     | 173    |
| 12.   | 3        | Kosovo                  | Türkisch          | Ergin Karahasan                  | Şu prizrenin egri bügri yolları M/T: Agim Fişar                              | Bewertung der Wege nach Prizren  | 151    |

## Internationale Übertragung
Übertragen wurde der Wettbewerb von folgenden Sendern:
- Aserbaidschan – AzTV
- Republik Baschkortostan – Kuray TV
- Bulgarien – Bengü Türk (nur das Finale)
- Bosnien und Herzegowina – Hayat TV
- Gagausien – GRT
- Georgien – Kvemo Kartli TV
- Irak – Kirkuk Turkmeneli TV
- Kasachstan – Khabar TV
- Kirgisistan – Piramida TV
- Kosovo – RTK
- Krim – Qırım TV
- Nordmazedonien – MRT2
- Nordzypern – Kıbrıs Genc TV
- Tatarstan – Maydan TV
- Türkei – TMB TV, TRT Muzik, TRT Avaz, TRT Anadolu